# Чубарівка
Чу́барівка (до 2024 — Чкаловка) — село в Україні, у Верхньодніпровській міській громаді Кам'янського району Дніпропетровської області. Населення за переписом 2001 року — 121 особа.

## Географія
Село Чубарівка розташоване за 1,5 км від найближчих сіл Воєводівка, Чепине та Широке. Селом тече пересихаючий струмок із загатою. Поруч пролягають автошлях територіального значення Т 0429 та залізнична лінія, на якій знаходяться пасажирські зупинні пункти Платформа 125 км та Платформа 128 км (за 1,5 км).

## Історія
Село засноване під первинною назвою Чкаловка і перебувало у складі Верхньодніпровського району.
12 червня 2020 року, відповідно до розпорядження Кабінету Міністрів України № 709-р «Про визначення адміністративних центрів та затвердження територій територіальних громад Дніпропетровської області», село увійшло до складу Вільногірської міської громади Дніпропетровської області.
19 липня 2020 року, в результаті адміністративно-територіальної реформи та ліквідації Верхньодніпровського району, село увійшло до складу новоутвореного Кам'янського району.
21 лютого 2024 року Комітет Верховної Ради України з питань організації державної влади,місцевого самоврядування, регіонального розвитку та містобудування підтримав перейменування села на Чубарівку, проте остаточне перейменування відбудеться лише після успішного голосування у Верховній Раді, що й відбулося 19 вересня 2024 року, а 26 вересня постанова набула чинності.

## Населення

### Мова
Розподіл населення за рідною мовою за даними перепису 2001 року:
| Мова       | Кількість | Відсоток |
| ---------- | --------- | -------- |
| українська | 115       | 95.04%   |
| російська  | 6         | 4.96%    |
| Усього     | 121       | 100%     |